# Högforsen
Högforsen är ett vattenfall i Voxnans övre del nerströms Rullbo och västerut från Los. Efter Amazovägen mellan Rullbo och Hamra finns en parkeringsplats, där namnet Högforsen är inristat på en stor flat sten lätt synlig vid början av stigen ned till Högforsen. Berggrunden synlig i hällarna där är speciell, som finns beskrivet på informationstavla. Vid forsen finns en enkel rastplats och grillplats och möjlighet finns till fiske efter öring eller harr.  

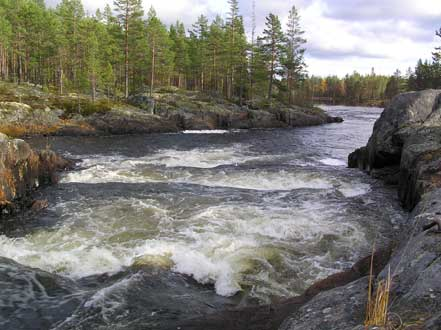
Högforsens utlopp.

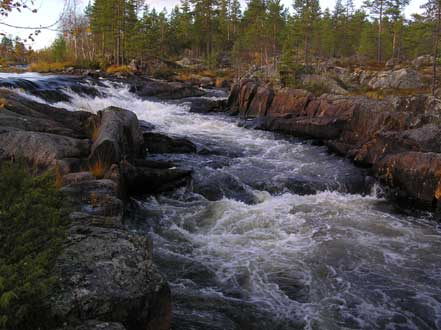
Högforsen på kvällen.

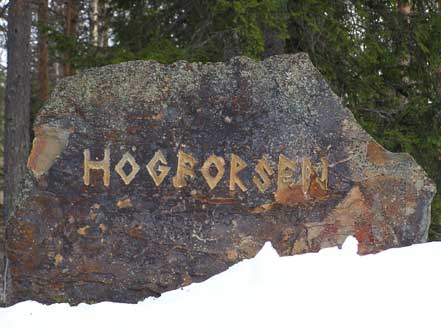
Stenen efter Amazovägen.